# Кузнецово (Вичугский район)
Кузнецово — деревня в Вичугском районе Ивановской области, входит в состав Сунженского сельского поселения.

## География
Деревня располагается на берегу реки Сунжа в 15 км на северо-запад от центра поселения деревни Чертовищи и в 25 км на северо-запад от районного центра города Вичуги. 

## История
В конце XIX — начале XX века деревня являлась центром Кузнецовской волости Нерехтского уезда Костромской губернии, с 1918 года — Иваново-Вознесенской губернии.
С 1929 года деревня входила в состав Каменского сельсовета Вичугского района Ивановской области, с 2005 года — в составе Сунженского сельского поселения.

## Население
| 1872 | 1897 | 1907 | 2002 | 2010 | 2014 | 2015 |
| ---- | ---- | ---- | ---- | ---- | ---- | ---- |
| 236  | ↗323 | ↗327 | ↘127 | ↘80  | ↗91  | ↘89  |
| 2016 | 2018 |      |      |      |      |      |
| ↘83  | ↗96  |      |      |      |      |      |